# Maria Espeus
Maria Espeus (Borås, Suècia, 1949) és una fotògrafa d'origen suec i establerta a Barcelona des del 1977.
Es va iniciar en la fotografia amb deu anys, gràcies a un oncle que la practicava de manera amateur, i cap als vint anys es va mudar a París cercant complir el somni de dedicar-s'hi professionalment. Ha treballat la fotografia de moda i el seu nom ha estat dels més reconeguts en l'entorn publicitari, però la seva passió ha estat sempre el retrat. Considerada una amant de la senzillesa i la sobrietat, treballa construint imatges, en el sentit que estudia i planifica fins a l'últim detall la imatge que pretén aconseguir, obtenint unes fotografies d'una puresa poètica sublim. Va ser la fotògrafa oficial de les cerimònies d'obertura i clausura dels Jocs Olímpics de 1992 a Barcelona i el 2017 va ser guardonada amb el Premi Nacional de Cultura atorgat pel Consell Nacional de la Cultura i de les Arts (CoNCA).
Des que el 1977 s'instal·là a Barcelona es va integrar plenament en els seus ambients culturals, artístics i fotogràfics, participant en múltiples iniciatives artístiques i exposicions individuals i col·lectives. A Barcelona, ha viscut més de trenta anys al Raval, on hi ha tingut el seu esplèndid estudi. La seva estada al barri, del qual n'està enamorada, va inspirar un llibre magnífic en gran format titulat “El otro” que recull la seva visió del barri i la seva gent. Les fotografies foren exposades a la Fundació SETBA de la Plaça Reial.
Ha treballat en tasques de fotoperiodisme i de fotografia publicitària i les seves imatges decoren també molts hotels de Barcelona i altres ciutats del món, però els seus treballs professionals mai han deixat de banda el seu vessant creatiu, que impregna profundament tota la seva obra.
Entre les diverses exposicions realitzades es troba la sèrie de fotografies "De l'ombra a la llum" inclosa dins de la mostra "Una mirada", on també es troben la sèrie dedicada a Cuba i la sèrie "De Rerum Natura", realitzada a partir de petits elements del Museu de Botànica de Barcelona, i una altra composta per vint retrats de la col·lecció "Hola! Barcelona" de 1982, que reuneix retrats de cares populars del món de la cultura. Una altra sèrie de fotografies destacada és la que va encarregar la Fundació Serba per fer públic el maltractament sofert per moltes dones, composta per fotografies de víctimes. En aquesta sèrie, Espeus combina els rostres d'aquelles persones que van accedir a mostrar-sense complexos i mostra d'esquena a qui van preferir evitar aquesta exposició.